# Maison du docteur Janssens-Lycops
La Maison du docteur Janssens-Lycops est une des plus belles réalisations de maison de style art nouveau à Liège, en Belgique. Elle est construite entre 1902 et 1903 par Paul Jaspar, initiateur de l'art nouveau en cité ardente.

## Situation
Cette maison se situe au no 34 de la rue du Jardin-Botanique dans le quartier Avroy à Liège.
Au no 39 de la même rue, on peut admirer la Maison Jules Alexandre signée par Victor Rogister. La Maison Comblen se trouve dans la rue des Augustins, parallèle à la rue du Jardin-Botanique.

## Description
La Maison du docteur Janssens-Lycops est d'une très grande sobriété.
Sobriété dans le choix des matériaux : pierre bleue, brique vernissée blanche, bois, ardoise et métal.
Seules quelques bandes de pierre bleue et l'oriel parviennent à rompre la rigueur de la façade.
Dans un style assez similaire, Paul Jaspar construira plus tard la maison Van der Schrick.

### La travée de gauche
La travée de gauche du bâtiment est la partie en bois. En effet, le bois habille et rythme ce côté de la façade. Au rez-de-chaussée, la grande baie vitrée est protégée par deux poutres de bois verticales et une section de rambarde en bois ainsi que par un petit toit en ardoise. 
Au-dessus de ce toit, les mêmes poutres précèdent des vitraux et servent de support à l'oriel.
L'oriel en bois sombre dont la base est finement sculptée en forme de denticules se compose de trois baies composées de vitres surmontées de vitraux. Un balcon en bois couronne l'oriel par des motifs géométriques réguliers.

### La travée  de droite
On pourrait décrire la travée de droite comme d'influence maure. En effet, les arcs brisés de la baie d'imposte et de l'étroite baie du premier étage révèlent chez Paul Jaspar une attirance pour l'architecture arabe. 
Sur la baie du premier étage, des petits bois poursuivent la courbure de l'arc pour donner un effet d'arc outrepassé. La porte d'entrée et la petite baie adjacente sont protégées par un auvent en pierre de taille curieusement concave.

### Les trois gargouilles
Au sommet de l'édifice, il est difficile de distinguer les trois gargouilles en bas-relief représentant de gauche à droite, un faune, un lion et un diable, tous gueules (ou bouches) ouvertes.

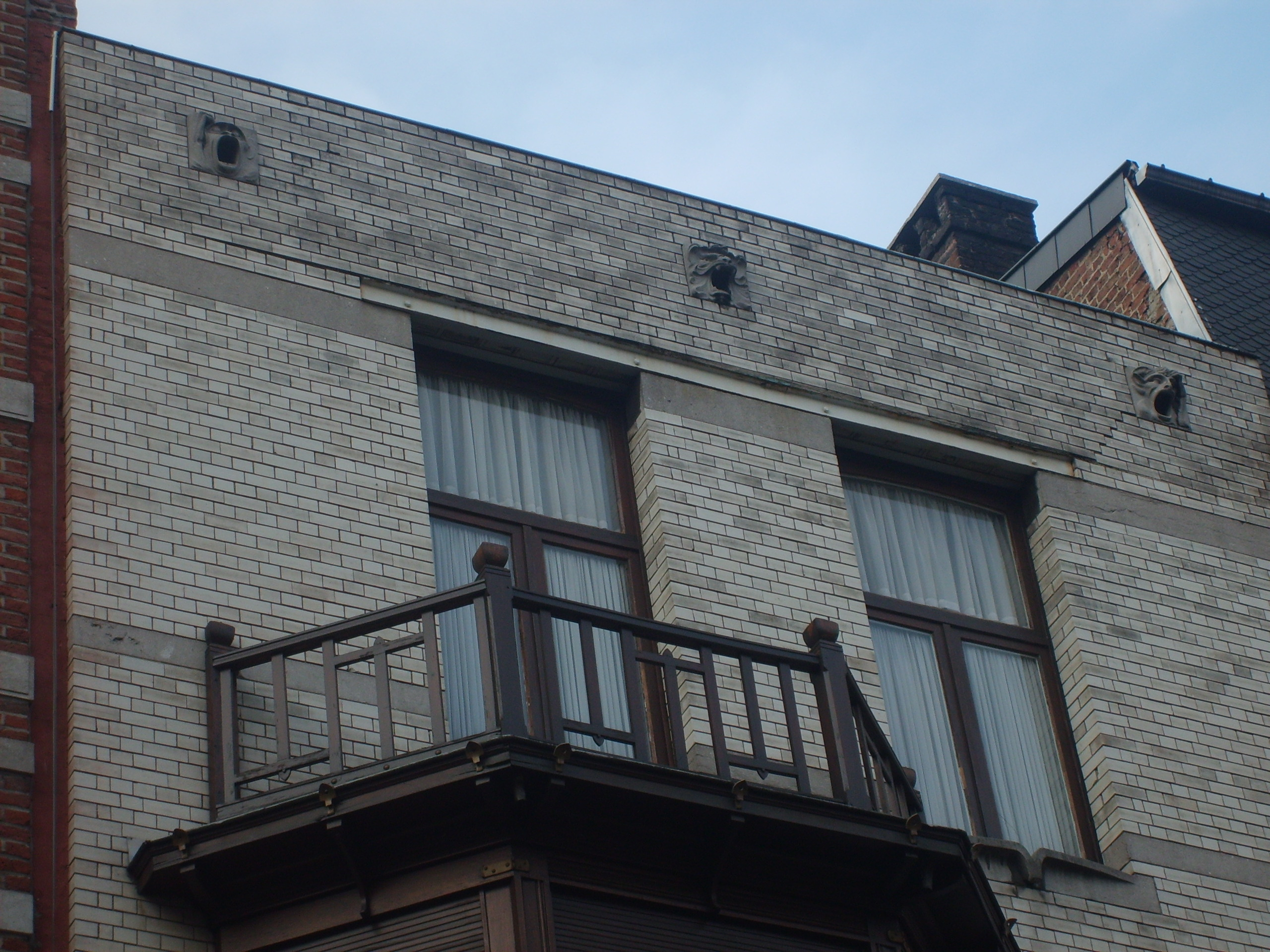
Maison du Dr Janssens-Lycops : balcon et cartouches

## Sources
- Alice Delvaille et Philippe Chavanne, L'Art nouveau en Province de Liège, 2002, pages 40/41,  (ISBN 2-87114-188-6)
- « Inventaire du patrimoine culturel immobilier - Maison du docteur Janssens-Lycops », sur spw.wallonie.be (consulté le 10 mars 2019)